# Bittern Lake
Pour les articles homonymes, voir Bittern.
Bittern Lake est un village (village) du Comté de Camrose, situé dans la province canadienne d'Alberta.

## Démographie
En tant que localité désignée dans le recensement de 2011, Bittern Lake a une population de 224 habitants dans 83 de ses 85 logements, soit une variation de -0.4% avec la population de 2006. Avec une superficie de 6,644 6 km2, village possède une densité de population de 33,711 6 hab/km2 en 2011.
Concernant le recensement de 2006, Bittern Lake abritait 225 habitants dans 83 de ses 86 logements. Avec une superficie de 6,644 6 km2, village possédait une densité de population de 33,9 hab/km2 en 2006.
| 2001 | 2006 | 2011 | 2016 |
| ---- | ---- | ---- | ---- |
| 221  | 225  | 224  | 220  |